# Gregorio de Mérida
Gregorio de Mérida o simplemente Gregorio fue obispo de Mérida entre los años 410 y 420. La memoria de este obispo junto con la de su antecesor «Patruino» están en la carta que el papa San Inocencio por la que se conocen tres cuestiones: En primer lugar que Gregorio fue obispo de la diócesis de Mérida; en segundo lugar, que fue sucesor Patruino en esa sede y en tercer lugar que Gregorio tuvo alguna querella que el papa San Inocencio consideró digna de ser puesta en conocimiento de los obispos que se reunieron en Sínodo. Según Enrique Flórez fueron los envidiosos del honor de Gregorio los que desencadenaron la querella, además de desear la sede emeritense que tenía. Aunque se dijo que la causa pudo ser el que Gregorio había ejercido previamente la profesión de forense, en los escritos de papa San Inocencio figura la frase «padeció injuria contra su mérito» si bien no se sabe con certeza cual fue la injuria.

## Invasión de los bárbaros
La invasión comenzó en el año 409, cuando Gregorio ya era obispo de Mérida y llevaba varios años tutelando su iglesia con paz y serenidad. Con la invasión de los alanos sobrevino una gran turbación con guerras, muertes y hambre, durante la cual pasó las noches el obispo Gregorio llorando y rezando ante una situación tan lamentable. Precisamente los bárbaros, al fijarse en el sufrimiento del obispo, se dieron cuenta de que ellos tampoco podrían sobrevivir si seguían con su sistema de destrucción total por lo que decidieron pacificarse entre ellos y sortear los territorios que tenían bajo su dominio tocándole en suerte a los alanos las provincias de Mérida y Cartagena. Esta partición ocurrió en el año 411 a la que sobrevivió el obispo Gregorio pero no se sabe cuanto.